# Colm Christle
Colm Christle (* in Dublin; † 28. Oktober 2018) war ein irischer Radrennfahrer.
1952 wurde Colm Christle, der erst mit 17 Jahren das Fahrradfahren erlernt hatte, irischer Meister im Straßenrennen. Im Jahr darauf gewann er die erste Austragung des Etappenrennens An Post Rás, was als „Geburtsstunde“ des irischen Radsports gilt. Die Idee zu diesem Rennen, dem ersten Etappenrennen in Irland, hatte Colms Bruder Joe Christle, ein Anwalt und irischer Nationalist. Er hatte Colm und auch deren gemeinsamen Bruder darauf eingeschworen, das Rennen gewinnen zu müssen, damit nicht auffalle, dass es kein Preisgeld gab. Im zweiten Jahr der Austragung kam Christles Bruder Andy im Rahmen des Rennens bei einem Autounfall ums Leben.
Nach Beendigung seiner Radsportlaufbahn studierte Christle Jura und wurde Anwalt.